# ザ・ライト -エクソシストの真実-
『ザ・ライト -エクソシストの真実-』（原題: The Rite）は、2011年のアメリカのホラー映画。

## ストーリー
葬儀社の息子で神学生マイケル・コヴァック（コリン・オドナヒュー）は、悪魔祓いという儀式だけでなく、神の存在さえ疑っていた。成績優秀なマイケルはやがて恩師の推薦で、悪魔祓いの講習を受けるためにバチカンへ派遣される。深い猜疑心を硬い殻のようにまとうマイケルは、悪魔にとり憑かれた者への対応において、必要なのは司祭より精神科医だと指導者たちに言い放つ。
だが、何千回も悪魔祓いをおこなってきた伝説的なエクソシスト、ルーカス神父（アンソニー・ホプキンス）の助手を務めることになり、邪悪で凶暴な悪魔がルーカス神父によって追い出されるのを目の当たりにする。しかし、そのルーカス神父もやがて悪魔に取り憑かれ…。自ら十字架を手に取り、悪魔との対決に挑む。

## キャスト
※括弧内は日本語吹替。
- ルーカス・トレヴァント神父 - アンソニー・ホプキンス（糸博）
- マイケル・コヴァック - コリン・オドナヒュー（平川大輔）
- アンジェリーナ - アリシー・ブラガ（安藤みどり）
- ザビエル神父 - キアラン・ハインズ（高宮俊介）
- マシュー神父 - トビー・ジョーンズ（宮澤正）
- イシュトヴァン・コヴァック - ルトガー・ハウアー（佐々木勝彦）
- ロザリア - マルタ・ガスティーニ（川島悠美）
- アンドリア - マリア・グラツィア・クチノッタ
- エディ - クリス・マークエット

## 評価
レビュー・アグリゲーターのRotten Tomatoesでは173件のレビューで支持率は21%、平均点は4.30/10となった。Metacriticでは33件のレビューを基に加重平均値が38/100となった。